# Borgforsrivier
De Borgforsrivier, Zweeds: Borgforsälven, is een rivier in Zweden, die door de door de gemeenten Älvsbyn en Piteå stroomt.
Een aantal beken waaronder de Kallträskån stromen daar het Stor-Teuger, Mitti-Teuger en Sör-Teuger in, drie meren in de gemeente Älvsbyn. Het water stroomt vanaf het noordoosten van het Sör-Teuger verder naar het oosten, meer in, meer uit. De volgende grote meer zijn het Inre Arvidsträsket, het Yttre Arvidsträsket en het Granträsket.
De Borgforsrivier moet dan om heuvels, stroomt naar het noorden en komt langs het dorp Tvärselet. Daar buigt de rivier weer naar het zuidoosten, heet een aantal kilometers Storforsrivier, Storforsälven, en komt langs Tvärån, een dorp op de linkeroever met dezelfde naam die de Borgforsrivier nog heeft: Tvärån. De rivier komt bij Nedre Svedjan in de gemeente Piteå en stroomt van daar na nog vijf kilometer bij Borgfors de Pite älv in. Het verloop van de rivier is ongeveer 130 meter, van ongeveer 156 meter naar ruim 58 kilometer verder 31 meter.
Tvärnån is overigens geen originele naam voor een rivier, er zijn in Zweden meer dan 20 geregistreerde rivieren en beken met die naam.